# 조선의용대
조선의용대(朝鮮義勇隊, 영어: Korean Volunteers Army) 또는 조선항일의용군(朝鮮抗日義勇隊) 혹은 국제여단(國際旅團)은 대장 김원봉과 조선민족혁명당의 주도로 1938년 10월 10일 중국 후베이성 한커우 (현명칭 우한)(漢口)에서 결성된 독립군이다. 조선민족전위동맹 산하의 단체로 분류된다.

## 창설
중일전쟁 이전 중국 본토에서 활동한 독립운동가들은 국민당 정부와 우호적인 관계를 맺고 있는 김구나 김원봉의 진영에 들어가 국민당의 경제적인 도움을 받았다. 애국단, 한국국민당, 의열단, 민족혁명당 등은 구성원 전체의 민주적 합의에 의해 운영되기보다 김구나 김원봉의 의사대로 운영되는 편이었다. 이에 박건웅은 부분적, 비밀적, 단속적 형태의 활동을 전면적, 공개적, 지속적으로 바꾸어야 한다고 주장하였다. 그리하여 박건웅은 국민당 정부에 조선의 독립을 위한 통일적 정책을 세우라고 요구하였다. 박건웅의 중국인 친구 나청도 '조선민족전선'에 기고하여 중한 연합전선의 필요성을 주장하며 이는 '평등 합작'과 '통일 지도'가 중요하다고 하였다. 즉, 조선인들이 자주적으로 혁명을 이끌고 국민당정부는 이를 민족단위의 전면적 연합으로 간주하여야 한다는 것이다. 국공합작후 공산주의단들이 팔로군을 형성하였듯이 조선민족도 독립된 부대를 조직해야 한다는 것이다.
일본인 반전운동가 아오야마 가즈오(靑山和夫)가 조선의용대조직계획방안을 작성해서 국제문제연구소장 왕봉생, 정치부장 진성, 부부장 주은래와 장여생, 정치부 제2청장 강택, 정치부 비서장 하충한 및 군사위원회 위원장 장개석의 동의를 얻어냈다. 아오야마 가즈오의 초안에는 100명 정도의 조선인 독립부대를 창설하여 조직 중인 '일본, 조선, 대만 반파시스트동맹'의 중앙집행위원회가 지도하는 것으로 되어있었다. 그래서 조선의용대는 국제의용군이라고도 불렸다.
국민당 정부에서 후원하였으며 제1지대와 제2지대를 나누어 활동하였다. 김원봉, 최창익, 김성숙, 유자명 등이 군사위원회 정치부원으로 참여하였다. 제1지대는 박효삼, 제2지대는 이익성이 맡았다. 제1지대는 민족혁명당 당원 등 42명으로, 제2지대는 전위동맹 중심의 74명으로 창설되었다.
최고기관은 지도위원회로 이춘암, 김성숙, 최창익, 유자명 그리고 정치부원 2인으로 편성되었다.

## 활동
중국의 2차 국공합작으로 국민당정부의 통일된 후원세력을 얻은 조선의용대는 국민당 정부군의 지원부대로 창설되어 중국 본토에서 일본군과 대항하여 싸웠으며 대원들은 국민당정부로부터 매월 식비 20원과 공작비 10원 씩을 중국 측으로부터 지급받았다. 조선의용대는 큰 틀에서는 한중 평등 합작의 형식을 갖추었지만 실질적으로는 국민당 내 장개석 직계인 남의사 계열의 인사들의 영향력 하에 있었다.
국민당 정부는 이들을 좌익혁명가들로 판단했으며 최전선에 이들을 배치했다. 1939년 2월 약 7,000명의 조선인 부대가 중국 광저우 부근에서 반란을 일으켜 일본인 장교들을 죽이는 사건들이 있었는데 이러한 징병자들이 의용대에 합류하였다.
의용대는 정규전투부대가 아니었다. 게릴라전을 수행하였으며 한국어, 중국어, 일본어를 모두 구사할 수 있는 대원들이 많았으므로 선무공작 즉 선전 업무를 맡아 일본군에게 전단을 배포하고 확성기를 이용한 방송을 하였다. 이것은 그들이 팔로군 지구로 이동한 후에도 변치 않았고, 1945년 8월에 가서야 전투부대로 재편성되었고, 1945년말 만주로 들어가 전투부대로서 규모가 커졌다.

## 조선의용대 이동 경로
- 1938년 우한 창설
- 1940년 11월 북상 결정
- 1941년 3월 뤄양에서 타이항산(북경 남서쪽 화북성 산서성 경계위치) 이동
- 1941년 7월 조선의용대 화북지대개편
- 1942년 7월 조선의용군 화북지대 개편

## 분열
1941년 김원봉과 의용대내의 라이벌이었던 공산주의자 최창익은 의용대가 화북으로 이동하자 중국 공산당과 함께 김원봉을 화북으로 오지 못하게 하고 김무정, 김두봉, 한빈 등을 내세워 화북지방의 의용대 통제권을 장악했다. 이때부터 조선의용대는 남의사의 영향력에서 벗어났으며, 조선의용군(朝鮮義勇軍)으로 개칭된다. 이들은 북조선의 성립 후에 연안파로 일컬어진다. 이들의 대다수가 6.25 전쟁에 조선인민군으로 참전하였다.
의용대의 전체 통제권을 상실한 김원봉이 1942년 7월 대한민국 임시 정부에 참여하자 의용대의 일부는 광복군 제1지대로 편입되었고, 김원봉은 군무부장에 취임했다.

## 같이 보기
- 조선민족혁명당
- 의열단
- 조선의용군

## 참고 자료
- 약산 김원봉 평전, 김삼웅저, 2008년 1월, 시대의창
- 한국독립운동의 역사 53 - 조선의용대·조선의용군, 염인호, 한국독립운동사편찬위원회 독립기념관 한국독립운동사연구소, 2009년  9월